# Portret moža z modrim šaperonom
Portret moža z modrim šaperonom (ali Portret moža z modro kapuco, zgodnejši Portret draguljarja ali Mož s prstanom) je zelo majhen (22,5 cm x 16,6 cm z okvirjem) , olje na tabli neznanega moškega, ki ga pripisujejo staronizozemskemu slikarju Janu van Eycku.
Slika je bila naročena in dokončana nekje okoli leta 1430. Vsebuje številne elemente, značilne za van Eyckove posvetne portrete, vključno z nekoliko preveliko glavo, temno in gladko podlago, forenzično pozornostjo do majhnih detajlov in tekstur moškega obraza ter iluzionističnimi naprav. Umetniki v času severne renesanse svojim delom niso dajali naslovov in tako kot pri vsakem portretu osebe, katere identiteta je izgubljena, je slika z leti dobila splošne naslove. Že dolgo se je mislilo, da je prstan v moški desni roki mišljen kot znak njegovega poklica draguljarja ali zlatarja, zato je bila slika dolgo naslovljena na to različico. V zadnjem času se prstan razlaga kot simbol zaroke in naslovi različnih umetnostnih zgodovinarjev in publikacij po navadi bolj opisujejo barvo ali obliko pokrivala.
Slika je bila pripisana van Eycku v poznem 19. stoletju, vendar so jo nekateri umetnostni zgodovinarji večkrat izpodbijali do čiščenja leta 1991, ko je infrardeča fotografija razkrila podrisbo in metode ravnanja z oljem, ki so bile nedvomno van Eyckove.

## Opis
Človek je prikazan v tričetrtinskem pogledu z izrazito osvetljenim obrazom, ki pada z leve strani. Ta način zagotavlja presenetljive kontraste svetlobe in sence in usmerja pozornost gledalca na moški obraz. Ima rjave oči, medtem ko je njegov izraz brezizrazen, obstajajo sledi melanholije, zlasti v spodnjem delu ust. Očitno je pripadnik plemstva, saj je zelo dobro oblečen v rjavo jakno, podloženo s krznom, čez črno suknjo. Njegovo pokrivalo, šaperon, vsebuje dva čopa, ki visita čez njegova ramena in segata do njegovih prsi. Robovi blaga imajo zdrobljen videz kot tudi površina čopov. Pokrivalo je svetlo in dramatično obarvano z uporabo pigmenta ultramarin, pridobljenega iz dragega dragocenega kamna lapis lazuli , ki mu daje svetel, intenziven odtenek. Pokrivalo je podobnega, a manj ekstravagantnega tipa, kot ga vidimo v Van Eyckovem Portret moža iz okoli leta 1433, in ga nosi lik v daljavi v njegovi Madona kanclerja Rolina iz okoli leta 1435. Ta vrsta pokrivala naj bi iz mode izšla sredi 1430-ih, tako da je slika priročno in dokončno nastala kot dokončana pred tem.
Ni znano ali naj bi prstan, ki ga drži v desni roki, nakazoval, da je bil portretiranec draguljar ali zlatar - kot je bilo najprej mišljeno do analize Erwina Panofskega sredi stoletja - ali da je bila slika naročena kot zaročni portret oziroma predlog zakonske zveze, namenjene nevidni nevesti in njeni družini. Slednjo teorijo podpirajo skoraj miniaturne dimenzije table; tako majhno velikost bi bilo enostavno spakirati in prepeljati do predvidene družine.
Ima svetlo brado enodnevne rasti, kar je pogosta značilnost drugih van Eyckovih moških portretov, kjer je portretiranec pogosto bodisi neobrit ali pa je po besedah Lorne Campbella iz Nacionalne galerije v Londonu »precej neučinkovito obrit«. Umetnostni zgodovinar Till-Holger Borchert hvali van Eyckov posnetek moškega strnišča »s skrbno natančnostjo; nič ni idealizirano«. Pa vendar je zanimivo obravnavati tak idealiziran portret v kontekstu zaročnega portreta, kjer predvidena družina najverjetneje moškega ni spoznala in so odvisni izključno od portreta, da bi ocenili njegova sredstva in značaj. Carol Richardson ugotavlja, da bi bila neidealizirana predstavitev takrat pomembna novost in šok in da bi verjetnost, skupaj z očitno slikarsko spretnostjo, dala portretirancu težo in verodostojnost.
Tabla vsebuje dva iluzionistična odlomka; zdi se, da prstan in njegova desnica štrlita iz slike, medtem ko se zdi, da natančno opisani prsti leve roke ležijo na parapetu, nameščenem na spodnji rob prvotnega, a zdaj izgubljenega okvirja. 

## Pripis
Slike ni podpisal ali datiral van Eyck. Nenavadno je, da tabla zgoraj desno kaže podpis AD, povezan z Albrechtom Dürerjem in je bila datirana leta 1492. To so poznejši dodatki neznane roke iz neznanih razlogov. Delo je dobilo svoje sedanje avtorstvo konec 19. stoletja in je bilo kot takšno razstavljeno v Bruggeu leta 1902. Vendar pa so se v začetku in sredi 20. stoletja med umetnostnimi zgodovinarji pojavljala nesoglasja in pogosto burni prepiri glede avtorstva. Max J. Friedländer je bil tako kot Georges Hulin de Loo prepričan, da gre za vanEycka; med drugimi dejavniki je videl veliko podobnosti s podpisanim in datiranim londonskim Léal Souvenir iz c. 1432. Friedländer je odločno in na dolgo zavrnil trditve nemškega umetnostnega zgodovinarja Karla Volla, da je tablo v 1490-ih dokončal privrženec. Čeprav je Voll kasneje verjel, da je delo nastalo v začetku 1430-ih, je bil še vedno prepričan, da ni iz roke van Eycka. Približno 30 let kasneje se je z njim strinjal tudi Panofsky, ki je videl šibkost v portretu, s katerim je menil, da je nezdružljiv kot spreten in dovršen slikar.
Pripisovanje Van Eycku je zdaj splošno sprejeto, saj je pregled infrardeče fotografije, opravljen med obnovo leta 1991, razkril podris in ravnanje z barvo, zelo podobno tistemu, ki so ga našli v potrjenih in podpisanih umetnikovih delih.

## Izvor
Slika je prišla v zbirko Samuela von Brukenthala (1721-1803), habsburškega guvernerja Transilvanije od 1774 do 1787. Skupaj z ostalo zbirko v svoji baročni hiši, palači Brukenthal v Hermannstadtu (sodobni Sibiu), je postala del javne zbirke, ki se je odprla leta 1817. Do leta 1948 je tabla pripadala Brukenthalovem narodnem muzeju v Sibiuju v Romuniji. Istega leta je novi komunistični režim tablo zasegel, skupaj z osemnajstimi drugimi, ki so veljale za najdragocenejšo muzejsko zbirko in jo dali Narodnemu muzeju umetnosti Romunije v Bukarešti. Konec leta 2006, ko je Sibiu postal evropska prestolnica kulture, so bila dela vrnjena v muzej Brukenthal.